# Espace Pierres Folles
El Espacio Piedras Raras (en francés: Espace Pierres Folles),en un espacio de unas 2 hectáreas, alberga un museo de geología con jardín botánico de 8400 m² de extensión, que está administrado por el "Syndicat Intercommunal à Vocation Unique des Pierres Folles", en Soissons, Francia.
Está adscrito a la prestigiosa asociación de ámbito francófono «Jardins botaniques de France et des pays francophones» (JBF).

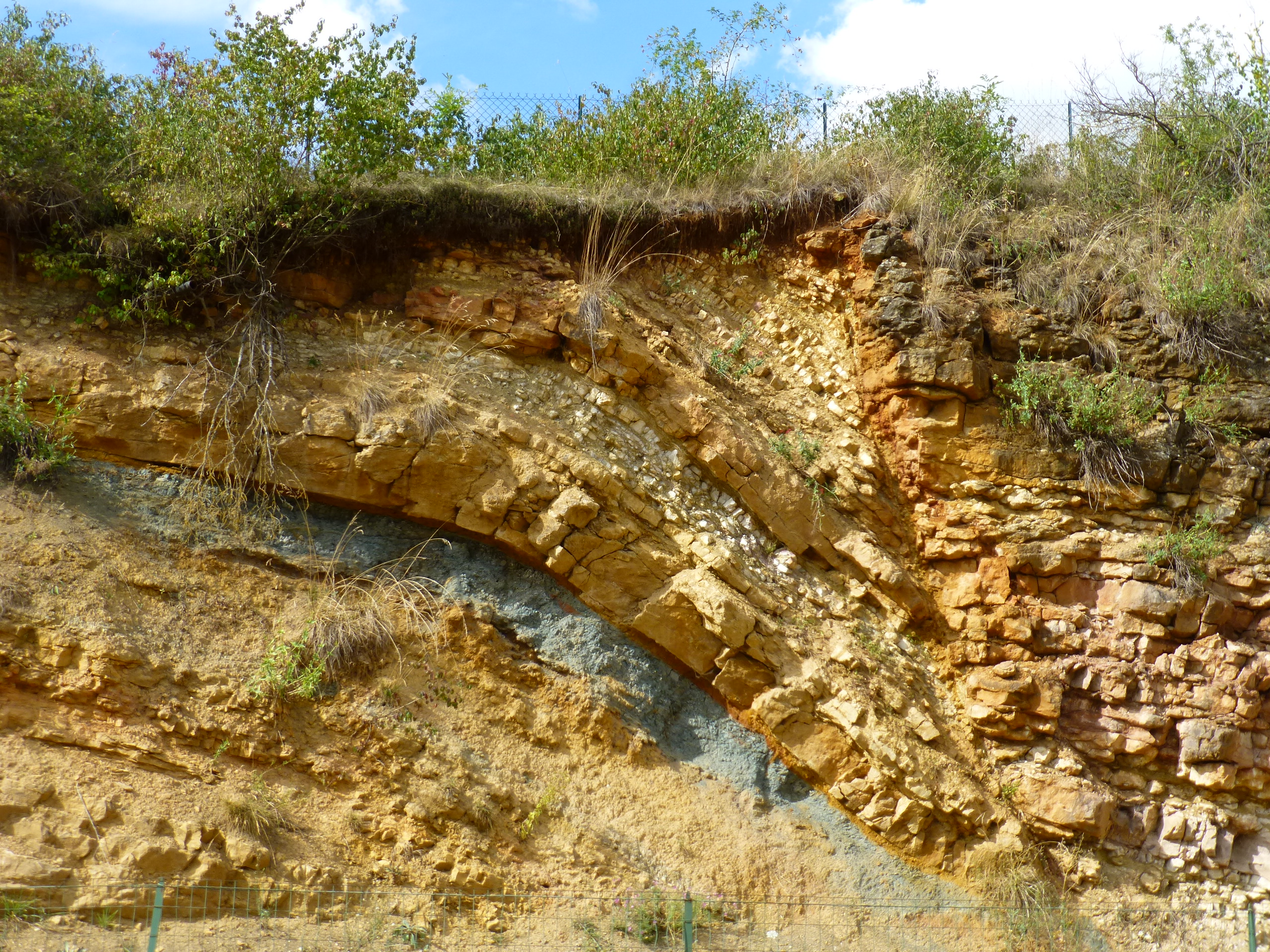
Falla geológica de "Pierres Folles" en Saint-Jean-des-Vignes.

## Localización
La comuna de Saint-Jean-des-Vignes está situada en el departamento de Rhône en la región de Rhône-Alpes. Se ubica en la antigua región histórica de "Beaujolais".
Espace Pierres Folles 116 chemin du Pinay, Code Postal 69380 Saint-Jean-des-Vignes, Département de Rhône, Picardie, France-Francia.
Para visitar en los meses cálidos del año. Se paga una tarifa de entrada.

## Historia
El museo fue establecido en 1987 en el sitio que anteriormente ocupaba una fábrica de cemento. 
Su primera planta presenta la formación de la tierra, con la aparición de la vida y de su evolución a lo largo del tiempo, así como los fósiles de la región; también contiene varios acuarios. 
La segunda planta presenta la relación entre el suelo y la vegetación, incluyendo la viticultura con el origen de la diversidad del vino del Beaujolais, así como el uso regional de la piedra para la construcción y el cemento. 
El último piso contiene objetos expuestos temporales. 
El sendero geológico fue establecido en 1988, y consiste en cuatro sitios que reflejan la geología de la región, particularmente los fósiles y los estratos a partir de hace 195 a 245 millones de años. 
El sendero contiene las exhibiciones informativas diseñadas por los estudiantes del « College des Quatre Vents » (Colegio de Cuatro Vientos).
El jardín botánico fue inaugurado en abril de 1995 y es uno de los miembros de Jardines botánicos de Francia y de los países francófonos.

## Colecciones
Este jardín botánico en el año 2007 albergaba 529 especies de plantas, incluyendo 567 taxones de plantas herbáceas y 8 taxones de coníferas, centrándose en la flora local, particularmente las especies adaptadas a los terrenos de arcilla y piedra caliza de la parte meridional de Beaujolais, pero también incluye plantas mediterráneas y algunos árboles extranjeros por ejemplo cedro de atlas y nogales. 
El jardín consiste en:
- Lechos florales con tres macizos de flores,
- Plantaciones ajardinadas, con plantas anuales tal como Adonis annua, Iberis pinnata, Isatis tinctoria, Mibora verna, Silybum marianum, Verbascum pulverulentum, Viola tricolor
- Área arenosa para brezos,
- Rocalla.
- Arboreto, con Acer monspessulanum, Acer opalus, Fraxinus ornus, Prunus padus,  Prunus avium, Mespilus germanica, Juglans regia, Sorbus aucuparia
- Arbustos, con 61 especies, y comprende arbustos y soto-arbustos, Cistus laurifolius, Colutea arborescens, Cotinus coggyra, Cytisus sessilifolius, Hypericum androsaemum, Lonicera etrusca, Rosa gallica (especie protegida), Ulex minor, Anchusa azurea, Carex pendula, Anarrhinum bellidifolium, Aster amellus, Centaurea lugdunensis, Ornithogalum nutans, Paeonia officinalis, Tulipa sylvestris.[5]

Cada especie se etiqueta con su familia botánica, nombre científico, y nombre común. 